# Lucius Caecilius Metellus Diadematus
Lucius Caecilius Metellus Diadematus war ein Politiker der römischen Republik.
Lucius Caecilius Metellus Diadematus war der zweite Sohn des Quintus Caecilius Metellus Macedonicus. Er erhielt seinen Beinamen wegen des Verbandes einer Kopfwunde. Diadematus war wohl Gegner des Gaius Gracchus. Als Konsul im Jahr 117 v. Chr. förderte er den Landesausbau in Italien und legte vielleicht die Via Caecilia an. Er oder Lucius Caecilius Metellus Delmaticus war zusammen im Jahr 115 v. Chr. mit Gnaeus Domitius Ahenobarbus Censor, bei der er 32 Senatoren aus dem Senat ausstieß und anstößige Theateraufführungen unterband. Im Jahr 100 v. Chr. kämpfte er gegen Lucius Appuleius Saturninus. 99 v. Chr. trat Diadematus zusammen mit Gaius Caecilius Metellus Caprarius für die Rückberufung seines Vetters Quintus Caecilius Metellus Numidicus ein.